# کانگ یونگ-گیون
کانگ یونگ-گیون (انگلیسی: Kang Yong-gyun؛ زادهٔ ۲۳ ژوئیهٔ ۱۹۷۴) کشتی‌گیر بازنشستهٔ اهل کره شمالی است که در دسته‌های ۴۸ و ۵۴ کیلوگرم کشتی فرنگی رقابت می‌کرد. او ملی پوش کره شمالی در بازی‌های المپیک ۱۹۹۶ آتلانتا و ۲۰۰۰ سیدنی بود که در المپیک ۱۹۹۶ به مقام چهارم رسید اما در ۲۰۰۰ سیدنی مدال برنز را کسب کرد. او همچنین برندهٔ دو مدال نقره (۱۹۹۸، ۲۰۰۲) از بازی‌های آسیایی و یک مدال طلا (۲۰۰۱) و یک مدال نقره (۱۹۹۶) از مسابقات قهرمانی کشتی آسیا است.
کسب دو مدال طلای بازی‌های نظامی (۱۹۹۵، ۱۹۹۹) از دیگر افتخارات یونگ-گیون است. 